# Kumara (roślina)
Kumara Medik. – rodzaj roślin gruboszowatych należący do rodziny złotogłowowatych (Asphodelaceae), obejmujący dwa gatunki występujące w Kraju Przylądkowym w Afryce Południowej.

## Systematyka
Rodzaj z podrodziny Asphodeloideae z rodziny złotogłowowatych (Asphodelaceae). We wcześniejszych ujęciach klasyfikowany jako podrodzaj Kumara w rodzaju aloes.
Wykaz gatunków
- Kumara haemanthifolia (Marloth & A.Berger) Boatwr. & J.C.Manning
- Kumara plicatilis (L.) G.D.Rowley